# 상리현

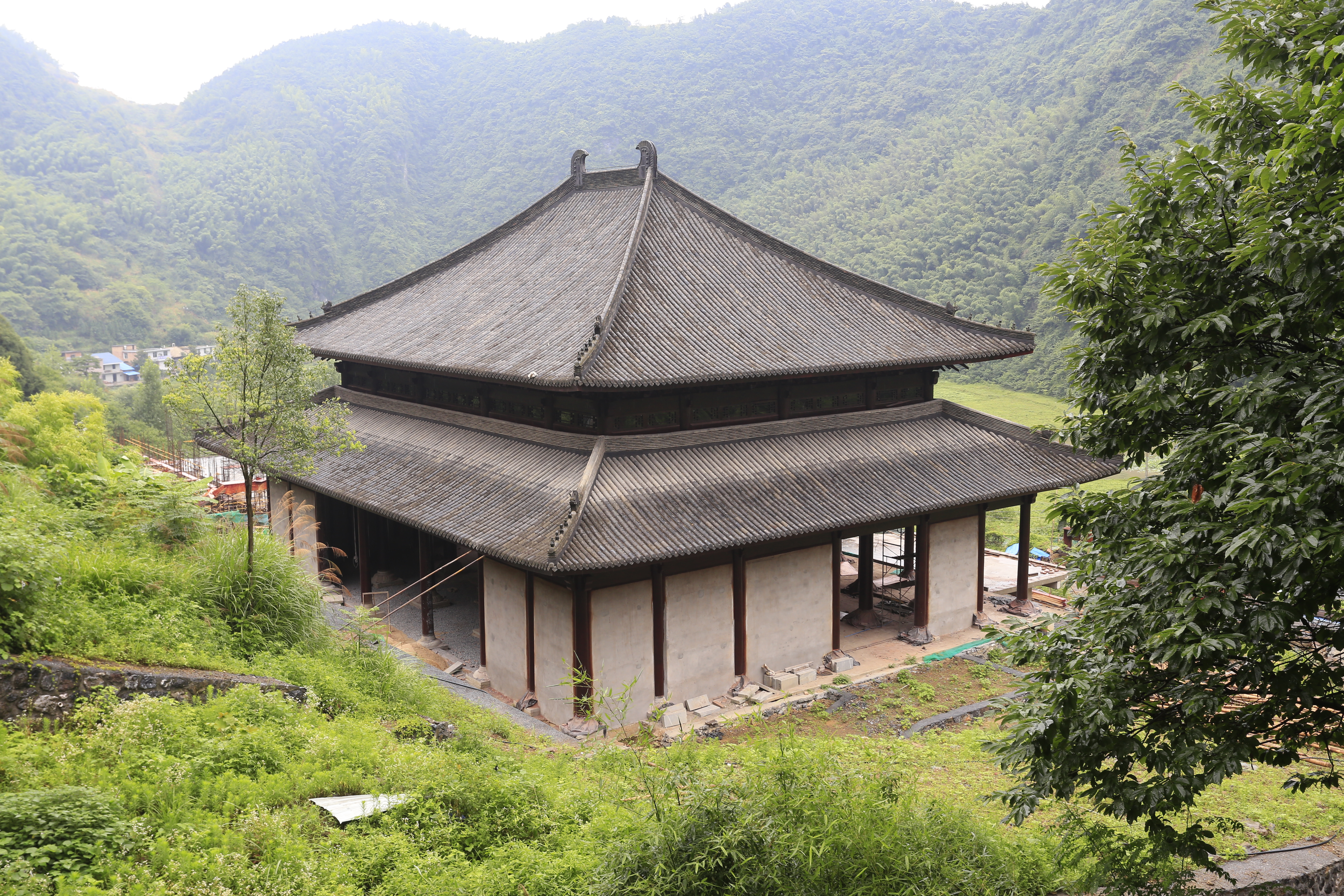

상리현(한국어: 상률현, 중국어: 上栗县, 병음: Shànglì Xiàn)은 중화인민공화국 장시성 핑샹 시의 현급 행정구역이다. 넓이는 712km2이고, 인구는 2007년 기준으로 470,000명이다. 중국공산당의 정치인 장국도가 상리현 출신이다.

## 지리
구릉과 산지가 전체 면적의 70%를 차지한다. 평균고도는 233.7m이고 최고고도는 947.4m, 최저고도는 70m이다. 연평균 기온은 17℃이고 연평균 강수량은 1550mm이다. 연일조시간은 1581시간이고 무상기일은 280일이다.

## 행정 구역
6개 진, 3개 향을 관할한다.
- 진: 上栗镇, 金山镇, 桐木镇, 赤山镇, 福田镇, 彭高镇.
- 향: 鸡冠山乡, 东源乡, 长平乡.